# Cetopsis motatanensis
Cetopsis motatanensis är en fiskart som först beskrevs av Schultz, 1944.  Cetopsis motatanensis ingår i släktet Cetopsis och familjen Cetopsidae. Inga underarter finns listade i Catalogue of Life.